# Istoria Poloniei (1939-1945)
Istoria Poloniei din 1939 până în 1945 acoperă perioada care începe cu invadarea Poloniei de către forțele germane și se încheie cu sfârșitul celui de-al doilea război mondial. Pe 1 septembrie 1939, fără o declarație de război oficială, Germania a declanșat invadarea Poloniei. Pretextul nazist a fost 
presupusele "provocări" ale trupelor poloneze de-a lungul granițelor comune și disputele polono-germane cu privire la statutul orașului Danzig și dreptul de liberă circulație între Prusia Răsăriteană și restul Germaniei, prin așa-numitul coridor polonez. În conformitate cu prevederile pactului Molotov-Ribbentrop, Germania Nazistă și Uniunea Sovietică (care s-a implicat în conflictul polono-german pe 17 septembrie) au trecut la împărțirea Poloniei. 

## Invaziile germană și sovietică

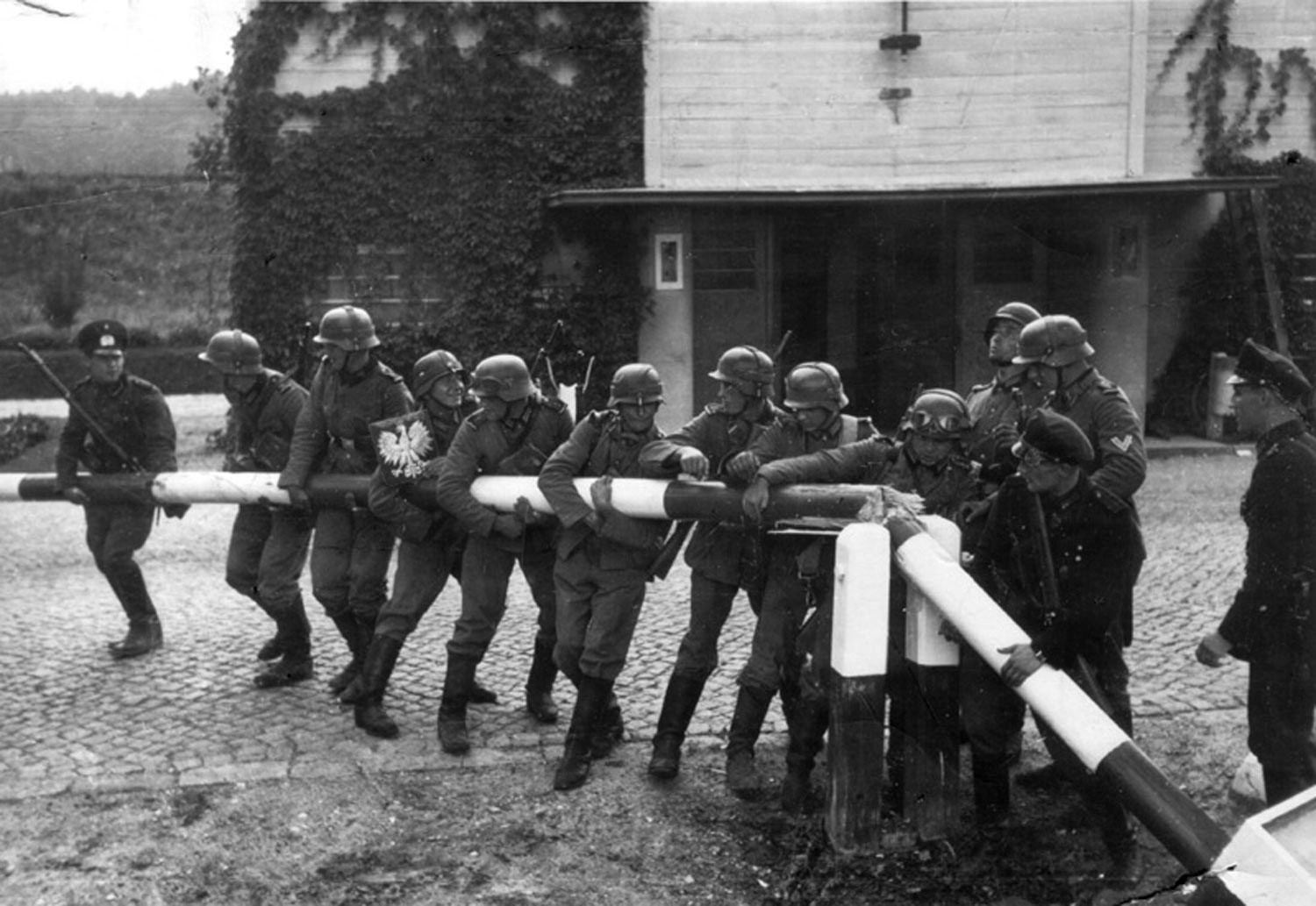
Trupele germane demontând un punct polonez de trecere a frontierei pe 1 septembrie 1939

Forțele armate poloneze a rezistat atacului german, dar poziția lor strategică era disperată, de timp ce Polonia era înconjurată de Germania, de Cehoslovacia ocupată de germani și de statul marionetă] Slovacia. Germania a utilizat în Polonia tactica Vernichtungsgedanke, care mai târziu a evoluat în cea a Blitzkriegului  ("a războiului fulger"):  înaintarea rapidă a diviziilor de Panzer (blindate), bombardarea concentrărilor de trupe și a orașelor lipsite de apărare. Armata terestră și aviația militară poloneze aveau puțin echipament modern pentru a face față cu succes atacurilor foarte violente ale germanilor. 
Forțele germane au fost superioare din punct de vedere numeric și tehnologic celor poloneze. Germanii au trimis pe frontul polonez aproximativ 85% din forțele lor armate. Pe front au fost deplasați între 1,6 și 1,8 milioane de soldați, 250.000 de camioane și alte vehicule, 67.000 de piese de artilerie, 4.000 de tancuri și o divizie de cavalerie. Avioanele Luftwaffe erau detașate din cadrul Legiunii Condor, formație de elită, ai cărui militari câștigaseră experiență în timpul războiului civil spaniol (1936 – 1939). Forțele aeriene germane erau reprezentate de 1.180 avioane de vânătoare (în special Messerschmitt Bf 109), 290 bombardiere în picaj Ju 87 Stuka, 290 bombardiere convenționale ( He 111) și 240 avioane ale marinei militare. Marina germană a folosit vechiul cuirasat Schleswig-Holstein pentru bombardarea Westerplatte, o secțiune a Danzigului, care era în stăpânirea Poloniei, în conformitate cu prevederile Tratatului de la Versailles din 1919.

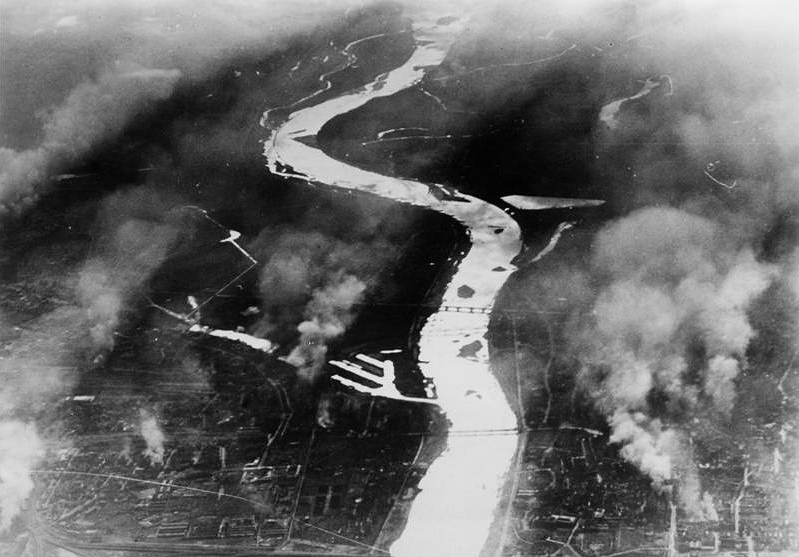
Vedere din bombardiere germane în misiune deasupra Varşoviei.

Forțele poloneze au fost reprezentate de aproximativ 800.000 de soldați, inclusiv 11 brigăzi de cavalerie, două brigăzi motorizate, 30.000 de piese de artilerie și 120 de tancuri. Forțele aeriene poloneze au avut aproximativ 400 de avionae, dintre care 160 avioane de vânătoare PZL P.11c,  31 PZL P.7a și 20 P.11a, 120 de avioane de bombardament-recunoaștere PZL P.23 și 45 bombardiere medii PZL P.37. Marina militară era formată din patru distrugătoare, un torpilor, un puitor de mine, șase dragoare de mine și cinci submarine. 
Regatul Unit și Franța au declarat război Germaniei, dar nu au întreprins nicio operațiune importantă de ajutorare a polonezilor. În conformitate cu acordul militar franco-polonez din 19 mai 1939, Franța ar fi trebuit să atace Germania dacă Polonia era atacată. În vreme ce Wehrmachtul era implicat în luptele de pe frontul polonez, armata franceză se bucura de o superioritate zdrobitoare la granița cu Germania, dar aliații polonezilor nu s-au grăbit să atace. Nouă divizii franceze, (din cele 102 care erau deja gata de luptă), au atacat în teritoriul german în Saarland, au avansat cam 8 kilometri și au ocupat 20 de sate abandonate, fără să întâmpine o rezistență notabilă. Ofensiva Saar nu a obligat Marele Stat Major german să mute soldați de pe frontul polonez pe granița de vest. În același timp, Royal Air Force a parașutat fluturași de propagandă asupra orașelor germane. Pe 4 octombrie, forțele franceze s-au retras pe aliniamentele originale. 
În același timp, Uniunea Sovietică se pregătise la rândul ei să atace Polonia, în conformitate cu prevederile Pactului Moltov-Ribbentrop, semnat de reprezentanții sovietic și nazist în august 1939. 

Supraviețuitor al bombardamentelor din Varşovia

În condițiile în care Franța și Anglia nu doreau, sau nu erau în stare să-și respecte angajamentele militare față de aliatul polonez, Uniunea Sovietică, având propriile motive să se teamă de expansionismul german, făcuse mai multe oferte de alianță antigermană Poloniei, așa cum făcuse și Cehoslovaciei mai înainte. În concepția liderilor sovietici, asemenea alianțe ar fi avut un efect de intimidare și de domolire a planurilor expansioniste ale lui Hitler, dată fiind puterea militară sovietică. Polonezii se temeau de comunismul lui Stalin cel puțin tot atât de mult cât se temeau de nazismul lui Hitler și, de-a lungul întregului an 1939, ei au refuzat să facă orice fel de aranjament care ar fi permis trupelor sovietice să staționeze în Polonia. Dilema, așa cum o percepeau polonezii, a fost cel mai bine ilustrată de spusele celebre ale mareșalului Edward Rydz-Śmigły, comandantul suprem al forțelor armate poloneze: "Cu germanii ne așteaptă pericolul să ne pierdem libertatea. Cu rușii ne putem pierde sufletul". Liderii de la Moscova au ales mai apoi să semneze un tratat de neagresiune cu germanii (Pactul Molotov-Ribbentrop), anulând astfel orice șansă de ajutor sovietic pentru Polonia. 
Guvernul polonez a considerat că germanii se vor implica doar într-un război limitat, care să le permită cucerirea teritoriilor pe care le pretindeau, după care să ceară Franței și Angliei încetarea ostilităților. Pentru a apăra aceste teritorii, Marele Stat Major polonez a încercat să contrabalanseze slăbiciunea strategică a forțelor sale prin masarea efectivelor de-a lungul frontierelor apusene, pentru apărarea celor mai importante zone industriale și a celor mai bine populate regiuni ale țării, în special ariile înconjurătoare ale orașelor Poznań și Łódź. În momentul în care s-a hotărât efectuarea retragerii strategice pe linia râului Vistula, era deja prea târziu. Pe 14 septembrie, Varșovia era încercuită. 
În conformitate cu protocolul secret anexat la pactul de neagresiune, Germania a cerut Uniunii Sovietice pe 3 septembrie   să declanșeze atacul împotriva statului polonez. Uniunea Sovietică a asigurat Germania că Armata Roșie va intra în Polonia în scurtă vreme sub pretextul ajutorării ucrainenilor și bielorușilor amenințați de agresiunea germană.
Pe 17 septembrie, Armata Roșie a început să ocupe teritoriile poloneze pe care Molotov le negociase cu Ribbentrop. Invazia era justificată și de dorința sovieticilor de a-și asigura o zonă tampon, care să-i apere de o viitoare agresiune germană.  Înaintarea Armatei Roșii era coordoanată atent cu mișcările forțelor germane   și a avut parte de o rezistență nesemnificativă din partea forțelor poloneze, care primiseră ordine de la Sikorski să evite confruntările cu sovieticii. 
Guvernul polonez și comandamentul militar suprem s-au retras spre sud-est, spre capul de pod românesc, și în cele din urmă au traversat granița în România neutră. Nu a existat nicio capitulare oficială, iar rezistența armată a continuat în mai multe locuri. Varșovia a fost bombardată sălbatic pe 27 septembrie, unele unități militare continuând lupta până în octombrie. În cele mai multe zone muntoase ale țării, subunități ale armatei au început lupta clandestină de rezistență aproape imediat. Armata polonez a pierdut cam 65.000 de infanteriști, 400 aviatori și 110 marinari. Pierderile germanilor au fost de aproximativ 16.000 de soldați, 365 aviatori și 126 marinari. Luftwaffe a fost dezorganizată. Piloții de vânătoare polonezi au pretins că au doborât 126 de avioane germane. 90 de avioane au fost doborâte de focul artileriei antiaeriene, și au mai rămân 70 de avioane despre care nu se  știe cine le-a doborât. 300 de alte avioane germane au fost atât de grav avariate, încât nu au mai putut fi reparate. Forțele aeriene poloneze au pierdut 327 avioane, din care 67 au fost doborâte de artileria antiaeriană.

## Ocuparea și dezmembrarea Poloniei
În conformitate cu prevedrile a două decrete date de Hitler pe 8 și 12 octombrie, o mare parte a vestului Poloniei a fost anexat de Germania. Printre acestea se aflau zonele pierdute de Germania la încheirea primului război mondial prin semnarea Tratatului de la Versailles (Coridorul polonez, Prusia de Vest și Silezia Superioară), dar și teritorii care nu au făcut niciodată parte din statul german, printre ele și zona orașului Łódź.
Germanii au împărțit Polonia ocupat în următoarele unități administrative: 
- Reichsgau Wartheland (inițial Reichsgau Posen), care includea întregul voievodat Poznań, cea mai mare parte a voievodatului Łódź, cinci districte ale voievodatului Pomerania și un district din voievodatul Varșovia;
- Restul voievodatului Pomerania a fost încorporat în Reichsgau Danzig-Westpreussen (inițial Reichsgau Westpreussen);
- Regiunea Ciechanow (Regierungsbezirk Zichenau), formată din cinci districte nordice ale voievodatului Vaarșovia (Płock, Płońsk, Sierpc, Ciechanow și Mława), a devenit parte a Prusiei Răsăritene;
- Regiunea Katowice (Regierungsbezirk Kattowitz) sau neoficial Ost-Oberschlesien (Silezia Superioară Răsăriteană), care includea districtele  Sosnowiec, Będzin, Chrzanów și Zawiercie și părți ale districtelor  Olkusz și Żywiec.

Suprafața acestor teritorii anexate era de 94.000 km<>sup>2,  cu o populație de aproximativ 10 milioane de locuitori, marea majoritate etnici polonezi. 
În conformitate cu termenii Pactului Ribbentrop-Molotov, renegociați prin înțelegera din 28 septembrie, Uniunea Sovietică a anexat teritoriile poloneze de la est de râurile Pisa, Narew, Bug și San, cu excepția zonei din jurul orașului Wilno (Vilnius), care a fost cedată Lituaniei și a regiunii Suwałki, care a fost anexată de Germania. Aceste teritorii erau populate de ucraineni și belaruși, (care reprezentau majoritatea în zonele rurale), și de polonezi, (majoritari în orașe), și de evrei. 
(Pentru compoziția etnică a regiunii, vedeți și: Linia Curzon).
Suprafața totală, (inclusiv zona cedată Lituaniei) era de 201.000 km², cu o populație de 13,5 milioane de locuitori. O fâșie îngustă, care a fost parte a Ungariei înainte de 1914, a fost dată Slovaciei. 
După declanșarea Operațiunii Barbarossa din iunie 1941, teritoriile poloneze care fuseseră ocupate de URSS, au fost ocupate de Germania și au fost organizate după cum urmează: 
- Bezirk Bialystok (regiunea Białystok), care includea districtele Białystok, Bielsk Podlaski, Grajewo, Łomża, Sokółka, Volkovysk și Grodno) a fost "atașată", dar nu și încorporată în Prusia Răsăriteană;
- Bezirke Litauen und Weißrussland – Bielorusia poloneză (Belarusul occidental din zilele noastre), inclusiv provincia Vilna (zona orașului Vilnius) a fost încorporat în Reichskommissariat Ostland);
- Bezirk Wolhynien-Podolien – provincia poloneză Volhynia, a fost încorporată în Reichskommissariat Ukraine și
- Galiția răsăriteană a fost încorporată în Guvernământul General și a devenit al cincelea său district.

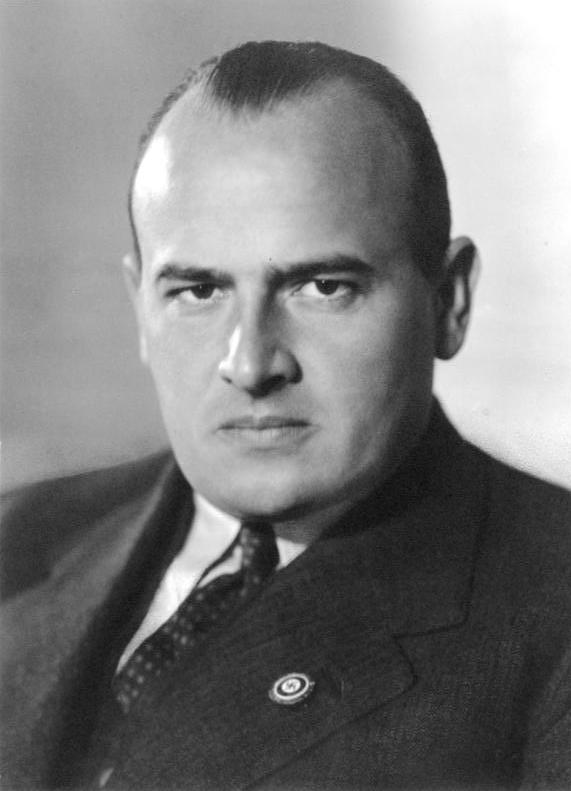
Hans Frank

Viitorul Poloniei și al polonezilor a fost decis în Generalplan Ost. Restul teritoriului neîncorporat în Germania a fost plasat ca teritoriu sub administrația germană cu numele de Generalgouvernement für die besetzten polnischen Gebiete, cu capitala la Kraków. Guvernământul General a fost împărțit în patru districte: Varșovia, Lublin, Radom și Kraków (Cracovia). : (Pentru mai multe amănunte, vedeți și:  Guvernământul General.)
Avocatul german Hans Frank, nazist de frunte, a fost numit guvernator general al teritoriilor ocupate, pe 26 octombrie 1939. Frank a supravegheat izolarea evreilor în ghetouri în marile orașe, în primul rând în Varșovia, și a controlat folosirea civililor polonezi pentru muncă forțată și obligatorie în zonele industriale germane.  
Populația inițială a Guvernământului General a fost de cam 12 milioane (la un teritoriu de 94.000 km²), dar a crescut cu cei aproximativ 860.000 de polonezi și evrei expulzați din zonele anexate de Germania, "recolonizați" în Guvernământul General. Această mutare de populație a fost parte a campaniei de exterminare a intelectualității poloneze și a altor elemente considerate priculoase pentru statul german (Operațiunea Tannenberg). Din 1941, bolile și foametea au început să macine populația poloneză. Numeroși polonezi (aproximativ 1 milion) au fost depotați în Germania, în lagăre de muncă, mulți dintre ei pierind de boli, malnutriție sau epuizare. 
Aproape o cincime dintre cetățenii polonezi și-au pierdut viața în război.

## Guvernele poloneze în exil

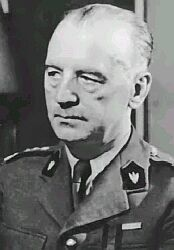
Władysław Sikorski

Guvernul polonez s-a reconstituit în Paris. Władysław Raczkiewicz a fost ales președinte, iar generalul Władysław Sikorski a fost numit prim-ministru și comandant suprem al armatei. Cea mai mare parte a flotei militare poloneze ajunsese în siguranța în Anglia, iar mii de polonezi au scăpat prin România, sau peste Marea Baltică și au continuat lupta. Numeroși polonezi au luat parte la luptele din Franța, din Anglia sau în alte operațiuni, altele decât cele ale armatei britanice. 
Guvernul în exil, cu sediul în Paris și mai târziu în Londra, a fost recunoscut de toate guvernele aliate. După ce Germania a atacat Uniunea Sovietică în 1941, guvernul polonez în exil a stabillit relații diplomatice cu URSS-ul, în ciuda rolului lui Stalin în dezmembrarea Poloniei. Sute de mii de soldați polonezi, care erau prizonieri în Uniunea Sovietică, deportați polonezi și civili aflați în lagărele de muncă din Siberia, au fost eliberați și au putut să se alăture conaționalilor lor care formau o nouă armată în Siria aflată sub mandat francez. (Printre ei s-a numărat viitorul prim-ministru al statului Israel, Menachem Begin). Ei au format baza armatei poloneze conduse de generalul Władysław Anders. 
În aprilie 1943, germanii au anunțat că au descoperit în pădurea Katyn gropile comune în care au fost îngropați 4.300 de ofițeri polonezi, care fuseseră luați prizonieri în 1939 de Armata Roșie, după care au fost uciși de sovietici. Germanii au invitat  Crucea Roșie Internațională să viziteze locația. A fost confirmat faptul că gropile comune conțineau trupurile unor ofițeri polonezi și că aceștia fuseseră uciși cu arme de producție sovietice. Guvernul sovietic a afirmat că germanii au înscenat totul cu scopul de a produce disensiuni între aliați. Guvernele aliate au acceptat declarațiile sovietice din motive diplomatice, dar guvernul polonez în exil a refuzat să accepte explicațiile oficiale. 
Stalin a luat decizia de a îngheța relațiile cu guvernul polonez din Londra și a hotărât să sprijine comuniștii polonezi aflați în Uniunea Sovietică pentru a forma un guvern alternativă și o armată. În iuluie 1949, această armată, condusă de generalul Zygmunt Berling, avea 40.000 de membri. Printr-o conincidență nefericită, Sikorski, considerat de mulți cel mai talentat politician al exilului polonez, a murit într-un accident  de avion lângă Gibraltar. S-au făcut numeroase supoziții cu privire la acest accident, care ar fi fost de fapt un atentat pus la cale de Stalin, de aliații deranjați de insistența cu care generalul polonez se opunea cedării pretențiilor sovietice, sau chiar de anumite cercuri poloneze din exil. Lui Sikorski i-a urmat în fruntea guvernului din exil Stanisław Mikołajczyk.
În 1943 și 1944, conducătorii aliaților, în mod special Winston Churchill, au încercat să aducă la masa tratativelor pe Stalin și pe liderii polonezilor din exil. Aceste eforturi au eșuat din mai multe motive. Poate cel mai important motiv era masacrul de la Katyn și soarta polonezilor dispăruți în Uniunea Sovietică, în închisori și lagărele de muncă ale Gulagului. Un alt motiv era chestiunea granițelor Poloniei postbelice. Stalin insista ca teritoriile anexate în 1939 să rămână în mâinile sovieticilor, iar polonezii să fie compensați cu teritorii cedate de Germania. Polonezii din occident conduși de Mikołajczyk, au refuzat această propunere, chiar și în condițiile în care Churchill amenința cu rupera relațiilor politice cu guvernul polonez în exil. Un al treilea motiv a fost insistența cu care Mikołajczyk cerea ca Stalin să se angajeze să nu impună un guvern comunist în Polonia postbelică. Problema fundamentală era aceea că liderii polonezi din exil doreau să păstreze independența țării lor, în timp ce Stalin era hotărât să controleze total viitoarea Polonie. Polonezii au ajuns la concluzia că Statele Unite și Regatul Unit îl sprijină pe Stalin, nu pe ei, în rezolvarea celor trei chestiuni enumerate mai sus. 
În 1944, guvernul polonez din exil considera că se află pe o poziție extrem de puternică, de vreme ce armata poloneză din occident contribuia din plin la succesul operațiunilor aliate. În mai, Corpul de armată de sub comanda generalului Władysław Anders s-a distins în luptele pentru cucerirea mânăstirii-fortăreață de la Monte Cassino, deschizând drumul către Roma. În august, Divizia I blindată poloneză a avut o contribuție hotărâtoare la obținerea victoriei în bătălia de la Falaise, iar, în septembrie, Brigada poloneză de parașutiști comandată de generalul Stanisław Sosabowski a luptat cu dârzenie în bătălia de la Arnhem. În același timp însă, Armata Roșie intra în Polonia, sovieticii înăsprindu-și poziția față de guvernul polonez în exil la Londra, Stalin pretinzând acum nu numai recunoașterea liniei Curzon ca viitoare frontieră, dar cerând și demisia din guvernul lui Mikołajczyk a tuturor persoanelor ostile Uniunii Sovietice, inclusiv a președintelui Władysław Raczkiewicz.

## Mișcarea de rezistență din Polonia

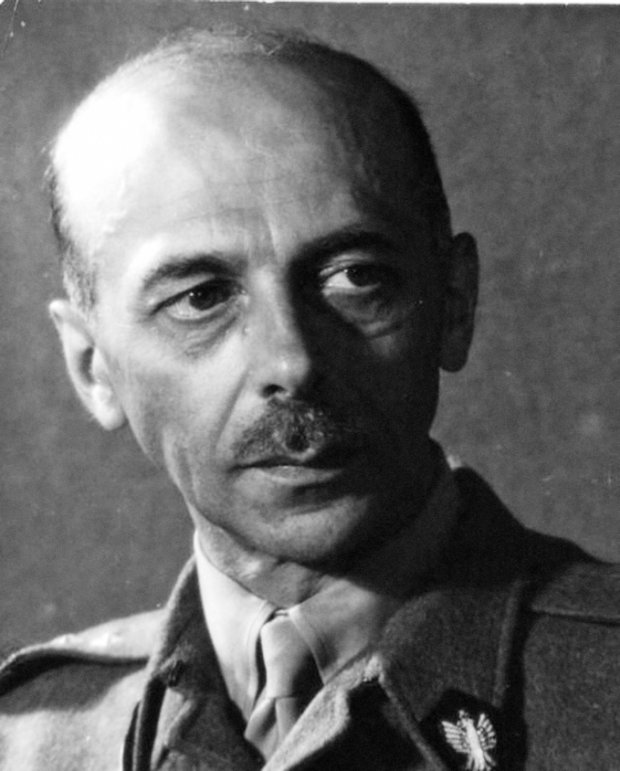
Tadeusz Bór-Komorowski

Rezistența poloneză fața de ocupația germană a început aproape imediat după declanșarea invaziei, deși relieful țării oferea puține posibilități pentru ducerea cu succes a luptelor de guerilă. Armia Krajowa (Armata Teritorială), loială guvernului polonez în exil la Londra, constituită în brațul înarmat al Statului Secret Polonez, a fost formată dintr-un număr de grupuri mai mici în 1942. Din 1943, Armia Krajowa a intrat în competiție cu Armia Ludowa (Armata Populară) sprijinită de URSS și controlată de Partidul Muncitoresc Polonez (Polska Partia Robotnicza). În 1944, Armia Krajowa număra aproximativ 380.000 de oameni, e adevărat, slab înarmați. Armia Ludowa număra mult mai puțini membri, dar mult mai bine echipați. Au existat și alte organizații ale rezistenței poloneze, precum oamenii pădurii  (Leśni), responsabile pentru uciderea a aproximativ 150.000 de germani în timpul ocupației naziste. 
Între august 1943 și martie 1944, Statul Secret Polonez a conceput planul politic pe termen lung, gândit parțial să combată propunerile atrăgătoare ale comuniștilor. Astfel, era promisă o reformă agrară cuprinzătoare, naționalizarea bazei industriale a țării, obținerea de compensații teritoriale din partea Germaniei, dar și restabilirea granițelor estice interbelice. Principala diferență dintre programele politice al Statului Secret Polonez pe de-o parte, și al comuniștilor pe de alta, nu era caracterul reformelor economice și sociale propuse, ci atitudinea față de suveranitatea națională, fața de chestiunea redesenării frontierei de est și față de relația cu Uniunea Sovietică. 
În aprilie 1943, germanii au declanșat operațiunea de deportarea a evreilor care mai rămăseseră în gheotoul din Varșovia, provocând o răscoală a evreilor, care a ținut din 19 aprilie până pe 6 mai, aceasta fiind una dintre primele revolte armate din Polonia ocupată. Unele subunități ale Armatei Teritoriale au încercat să-i ajute pe răsculații din ghetou, dar, în principal, evreii au fost lăsați să lupte singuri. 
În timpul anului 1943, Armata Teritorială și-a pregătit forțele în vedera declanșării insurecției naționale. Planul de insurecție a fost codificat Operațiunea Furtuna și a început să fie pus în practică la sfârșitul anului 1943. Cele mai cunoscute acțiuni au fost Operațiunea Ostra Brama și Insurecția din Varșovia. În august 1944, în timp ce Armata Roșie se apropia de Varșovia, guvernul în exil a cerut Armatei Teritoriale să declanșeze insurecția în oraș, astfel încât să elibereze orașul și să prevină preluarea puterii de către comuniști. Armata Teritorială, aflată sub conducerea lui Tadeusz Bór-Komorowski, a declanșat Insurecția din Varșovia. Forțele sovietice se aflau la mai puțin de 20 de kilometri depărtare, dar primise ordine din partea Marelu Stat Major sovietic să  nu sprijine lupta polonezilor. Stalin a descris insurecția ca pe o "aventură criminală". Polonezii au apelat la aliații occidentali pentru a ajutora luptătorii din capitală. Royal Air Force, iar mai târziu escadrilele poloneze din Italia, au parașutat arme, dar, la fel ca în 1939, era imposibil pentru aliații occidentali să-i ajute pe polonezi fără acordul și cooperarea sovieticilor. 
Luptele din Varșovia au fost extrem de crâncene, polonezii luptând pentru fiecare stradă. Armata Teritorială  avea în capitală înte 12.000 și 20.000 de soldați, cei mai mulți înarmați cu arme ușoare de infanterie, care au luptat împotriva armateri regulate germane și a trupelor SS. Bór-Komorowski a sperat că oamenii săi pot prelua controlul asupra Varșoviei și pot să apere capitala până la reîntoarcerea guvernului în exil la Londra. După 63 de zile de lupte foarte sângeroase, orașul a fost transformat în ruine, iar represaliile germane au fost cumplite. 
După capitularea lui Bór-Komorowski, luptătorii Armatei Teritoriale au fost tratați de germani ca prizonieri de război, dar polupația civilă a suportat represalii nemiloase. Pierderile totale ale polonezilor au fost estimatea la 150.000 -300.000 de morți, 900.000 de civili trimiși în lagărele de concentrare germane de la  Ravensbrück, Auschwitz, Mauthausen și altele. Varșovia a fost distrusă aproape în întregime după ce bombardierele germane au demolat sistematic orașul. Insurecția din Varșovia a permis germanilor să distrugă o bună parte a Armatei Teritoriale, spre marea sadisfacție a lui Stalin, care a putut să-și impună guvernul comunist în Polonia postbelică fără să se teamă de o opoziție armată.

## Sfârșitul războiului: Ialta și sovieticii
În timp ce sovieticii înaintau prin Polonia la sfârșitul anului 1944, administrația germană s-a prăbușit.  Comitetul Polonez de Eliberare Națională (Polski Komitet Wyzwolenia Narodowego) în frunte cu Bolesław Bierut, având susținerea comuniștilor, a fost instalat de sovietici la Lublin, primul oraș polonez important eliberat de sub ocupația nazistă, și a început să preia treptat administrația țării, odată cu retragerea germanilor. Guvernul în exil de la Londra nu putea miza decât pe Armata Teritorială. De aceea, guvernul în exil a stabilit că dacă Armata Teritorială trebuie să colaboreze cu Armata Roșie la nivel tactic, în schimb, autoritățile clandestine ale Statului Secret Polonez trebuiau să preia puterea în zonele controlate de Aliați (vedeți Operațiunea Furtuna) pentru a preveni posibilitatea ca sovieticii să preia controlul asupra întregii țări. Eșecul Insurecției din Varșovia a marcat prăbușirii oricărei șanse a Poloniei de evitare a instaurării puterii comuniste, în special datorită lipsei de interes a Aliaților față de un eventual conflict cu sovieticii. Sovieticii au trecut la arestarea, deportarea sau executarea membrilor Armatei Teritoriale, în ciuda participării lor la mișcarea de rezistență antigermană. Arhivat în 21 ianuarie 2021, la Wayback Machine., [nefuncțională]
. Până prin 1946, membrii mișcărilor clandestine antigermane au continuat să lupte cu sovieticii, considerați cu nimic mai buni decât ocupanții naziști. Unele elemente ale mișcărilor de dreapta, care se mai opuneau comuniștilor, au mai rezistat  până în 1956.[nefuncțională]
. 
La Conferința de la Ialta din februarie 1945, Stalin a putut să prezinte Aliaților occidentali, Franklin D. Roosevelt și Winston Churchill, situația din Polonia ca pe un fapt împlinit. Armata Roșie stăpânea practic țara, iar comuniștii polonezi controlau administrația. Uniunea Sovietică era în plin proces de încorporare a zonei răsăritene a Poloniei (Kresy), pe care o invadase și anexase în 1939. Față de situația din 1939, sovieticii au făcut câteva concesii teritoriale polonezilor, în principal prin cedarea orașului Białystok. În compensație, URSS-ul oferea Poloniei toate teritoriile germane din Pomerania, Silezia și Brandenburg de la est de Linia Oder-Neisse, plus jumătatea sudică a Prusiei Răsăritene, (care aveau să devină cunoscute ca Teritoriile redobândite). Stalin era hotărât să facă în așa fel ca noul guvern comunist să fie unul de factură comunistă și prin acesta să controleze țara. El a înăsprit tonul în relatiile cu guvernul în exil la Londra, dar, pentru a păstra bunele relații cu Roosevelt și Churchill, a fost de acord la Ialta ca la Varșovia să se formeze un guvern de coaliție. Premierul guvernului polonez în exil, Stanisław Mikołajczyk, a demisionat și, împreună cu alți câțiva lideri ai exilului, s-au întors în țară, la Lublin, unde guvernul provizoriu controlat de comuniști își stabilise sediul temporar. Acest guvern era condus  de socialistul Edward Osóbka-Morawski, dar comuniștii ocupau posturile cheie ai cabinetului. Acest guvern a fost recunoscut de Aliați în iulie 1945. Stalin a acceptat ca Polonia să primească 10 miliarde de dolari SUA ca despăgubiri de război din partea Germaniei. 
În aprilie 1945, guvernul provizoriu a semnat un pact mutual cu Uniunea Sovietică. Noul Guvern de unitate națională polonez a fost constituit pe 28 iunie 1945, cu Mikołajczyk în funcția de vice-prim-ministru. Principalii rivali ai comuniștilor erau Partidul Țărănesc Polonez (Polskie Stronnictwo Ludowe) și veteranii Armatei Teritoriale, care luptaseră în țară sau cei ai Forțelor armate poloneze care luptaseră în străinătate. În același timp, partidele prosovietice dețineau controlul asupra armatei și poliției, înclinând balanța puterii în favoarea lor, și în plus se bucurau de sprijinul Armatei Roșii. Oponenții politici potențiali ai comuniștilor au devenit victime ale campaniilor de teroare sovietică, mulți dintre ei fiind arestați abuziv, deportați, executați sau torturați.
Aliatii occidentali, (în mod special președintele Roosevelt) au fost criticați, atât de polonezi, cât și de istorici și politicieni din occident, pentru ceea ce a fost perceput în Polonia (dar și în alte țări din Europa Răsăriteană și Centrală) ca o trădare a vesticilor și abandonarea fostului aliat în brațele lui Stalin. Privind reptrospectiv, nu este nicio îndoială că Roosevelt a fost prost consiliat și a fost un naiv când a acceptat promisiunile lui Stalin făcute la Ialta. Trebuie acceptat că posibilitățile aliaților occidentali de a influența hotărârile lui Stalin erau reduse, de timp ce URSS-ul controla efectiv regiunea, iar singura posiblitate de a schimba starea de fapt era aceea de a declanșa un război la scară largă împotriva sovieticilor. O asemenea posibilitate părea exclusă, nu doar de opinia publică, care fusese supusă în toată perioada războiului unei intense propagande în favoarea prieteniei cu aliatul sovietic și care așteptase plină de speranță încheierea războiului și ar fi acceptat cu greu declanșarea unei noi conflagrații, dar și de o bună parte a clasei politice occidentale, mult mai interesată de refacerea economiilor apusene secătuite de război, decât de soarte țărilor est-europene. 
Mikołajczyk și colegii săi din guvernul polonez în exil au insistat pentru menținerea neschimbată a granițelor poloneze interblelice, sau măcar pentru schimbări teritoriale limitate, aceasta fiind o poziție imposibil de apărat în practică, deoarece sovieticii controlau teritoriul în chestiune, zona fiind deja promisă lui Stalin de Churchill și Roosevelt încă din 1943. Refuzul guvernului în exil de a accepta noua graniță răsăriteană i-a iritat pe aliați, în mod special pe Churchill, care a devenit mult mai puțin dornic să se opună propunerilor lui Stalin cu privire la compozitia noului guvern postbelic al Poloniei. Până în cele din urmă, exilul a pierdut pe ambele fronturi: Stalin a anexat teritoriile răsăritene și, în plus, a controlat total noul guvern de la Varșovia. Deși din rândul comuniștilor polonezi prosovietici a veni propunerea ca Polonia să fie admisă în Uniunea Sovietică ca una dintre republicile unionale, (o propunere a aparținut lui Wanda Wasilewska[nefuncțională]
), tara a rămas un stat independent, dar plasat în blocul răsăritean, membru al CAER-ului și Pactului de la Varșovia, adoptând modelul politic, social și economic socialist sovietic 
Hans Frank a fost capturat de trupele americane în mai 1945 și a fost unul dintre acuzații din cadrul Procesului de la Nüremberg. În timpul desfășurării procesului, Frank s-a convertit la catolicism. El a predat procurorilor 40 de volume ale jurmalului propriu, multe dintre dovezile împotriva sa fiind luate chiar dintre însemnările proprii. A fost găsit vinovat de crime de război și crime împotriva umanității, iar pe 1 octombrie 1946 a fost executat prin spânzurare. 

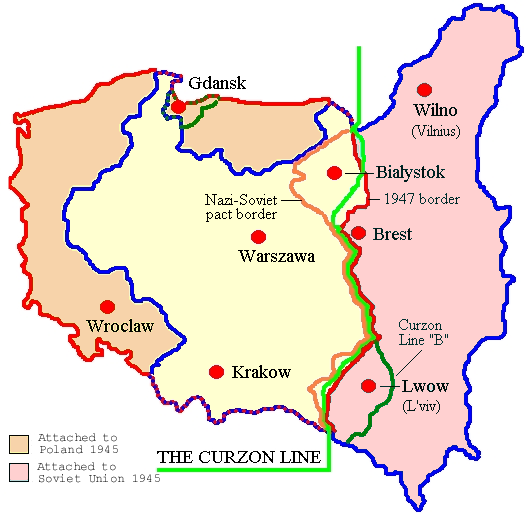
Vechile şi noile graniţe ale Poloniei, 1945

În 1945, granițele Poloniei au fost în sfârșit redesenate în mod oficial, în conformitate cu deciziile luate la Conferința de la Teheran din 1943. Teritoriile ocupate de Uniunea Sovietică în 1939 (mai puțin regiunea Białystok) au fost definitiv anexate, iar locuitorii de etnie poloneză au fost în cea mai mare parte expulzați. În zilele noastre, aceste teritorii fac parte din Belarus, Ucraina și Lituania. În schimb, Polonia a primit teritorii din componența Germaniei interbelice, așa numitele teritorii redobândite: Pomerania, Silezia și Brandenburg de la est de Linia Oder-Neisse, plus jumătatea sudică a Prusiei Răsăritene. Din aceste teritorii au fost expulzate mai multe milioane de germani, locul lor fiind luat de polonezii expulzați la rândul lor din Kresy. 
În conformitate cu înțelegerile de la Ialta, milioane de "cetățeni sovietici" urmau să fie repatriați împotriva dorinței lor de către autoritățile aliate în URSS. Profitând de această hotărâre, guvernul polonez, dornic să rezolve odată pentru totdeauna problemele minorităților belorusă și ucraineană, a retras în 1947 cetățenia mai multor membri ai acestelor etnii și a colaborat activ la expulzarea lor din regiunile sud-estice ale țării în Uniunea Sovietică (Operațiunea Vistula). În Polonia postbelică, singura minoritate semnificativă a rămas cea evreiască.